# Park Narodowy Lemmenjoki
Park Narodowy Lemmenjoki (fiń. Lemmenjoen kansallispuisto, lap. Leammi álbmotmeahcci, szw. Lemmenjoki nationalpark) – największy park narodowy w Finlandii, jego powierzchnia liczy 2850 km². Został utworzony w 1956 roku. Wraz z przylegającym norweskim Parkiem Narodowym Ovre Anarjokka tworzą największy obszar chroniony w Europie. Atrakcją są spędy reniferów. Występuje tam też rosomak, zwierzę to znajduje się w logo parku narodowego.